# إتش تي سي ون (إم 7)
إتش تي سي ون (بالإنجليزية: HTC One) عبارة عن هاتف ذكي أنتجته شركة إتش تي سي وهو كان أمل شركة إتش تي سي الوحيد حيث لولاه لأفلست الشركة. ويمتلك قاعدة جماهيرية كبيرة. ومن ألوانه الأحمر والفضي والأسود والأزرق (جديد).